# まんがドンキィ
『まんがドンキィ』は、かつて双葉社が発行していた日本の少年漫画雑誌。1978年7月29日創刊、1979年1月13日休刊。通巻12号。中綴じ、B5判。定価200円。

## 概要
表紙
創刊号から78年10月28日号までは漆崎義憲のイラストで、若い外国人女性と全身緑色の蜂を擬人化したような生物の2ショット。翌号から終刊号までは掲載作品のキャラクターイラスト。表紙の惹句は、11月11日号から終刊号まで「NEW TYPE COMICS」。以前はなし。

## 連載作品
|    | 作品名               | 作者（作画）   | 原作者など | 開始号       | 終了号       | 注記                                 |
| -- | -------------------- | -------------- | ---------- | ------------ | ------------ | ------------------------------------ |
| 1  | 岡っ引ひぐらし       | ジョージ秋山   |            | 78年7月29日  | 79年1月13日  |                                      |
| 2  | 人狼戦線             | 田丸ようすけ   | 雁屋哲     | 78年7月29日  | 78年10月14日 |                                      |
| 3  | 反逆児               | 松森正         | 東史朗     | 78年7月29日  | 78年10月14日 |                                      |
| 4  | バイスパ69           | どおくまんプロ |            | 78年7月29日  | 79年1月13日  | 単行本の著者は岩草一発（小池たかし） |
| 5  | ムウイコ・クインジア | 田辺節雄       | 原麻紀夫   | 78年7月29日  | 78年8月日    |                                      |
| 6  | ベム                 | 佐多みさき     | 辻真先     | 78年7月29日  | 79年1月13日  |                                      |
| 7  | 猪鹿道中記           | 田村信         |            | 78年7月29日  | 79年1月13日  |                                      |
| 8  | トゥインクル・ノーラ | 御厨さと美     |            | 78年7月29日  | 78年12月9日  | 第10回（最終回）はイラスト特集       |
| 9  | ザ・スペース         | 弘兼憲史       |            | 78年7月29日  | 79年1月13日  |                                      |
| 10 | ボクのおもしろ絵日記 | てらしまけいじ |            | 78年月日     | 79年1月13日  |                                      |
| 11 | 粋狂八仙人           | 関野ひかる     |            | 78年8月12日  | 78年10月14日 |                                      |
| 12 | 青春ハンター         | 村野守美       |            | 78年9月9日   | 78年11月11日 |                                      |
| 13 | 真夜中のシンデレラ   | 松久由宇       |            | 78年10月28日 | 78年12月23日 | 隔号掲載                             |
| 14 | 荒海物語             | しょうよしもと | 梶川良     | 78年11月11日 | 78年12月9日  |                                      |
| 15 | 弾痕                 | 田辺節雄       | 関川夏央   | 78年12月9日  | 79年1月13日  | 隔号掲載                             |
| 16 | トラウマがゆく!      | 吾妻ひでお     |            | 78年12月23日 | 79年1月13日  |                                      |

## 読切作品
- ランチタイム（しょうよしもと）：1978年9月9日
- 真説刀傷松の廊下（すぎやまチヒロ）：1978年10月28日
- VIVAベースボール（うち野てつ郎）：1978年10月28日
- スケボーおやじ（斉藤博）：1978年11月11日
- オケラとピーマン（左近士諒）：1978年11月25日
- なんやカンヤマンガ（まどのかずや）：1978年12月9日
- 恋の大ホーマー（古城武司 作:伊東恒久）：1978年12月23日
- 特オチ記者（川手浩次）：1979年1月13日
- 永遠のマリオネット（園田光慶）：1979年1月13日